# Гіпсування

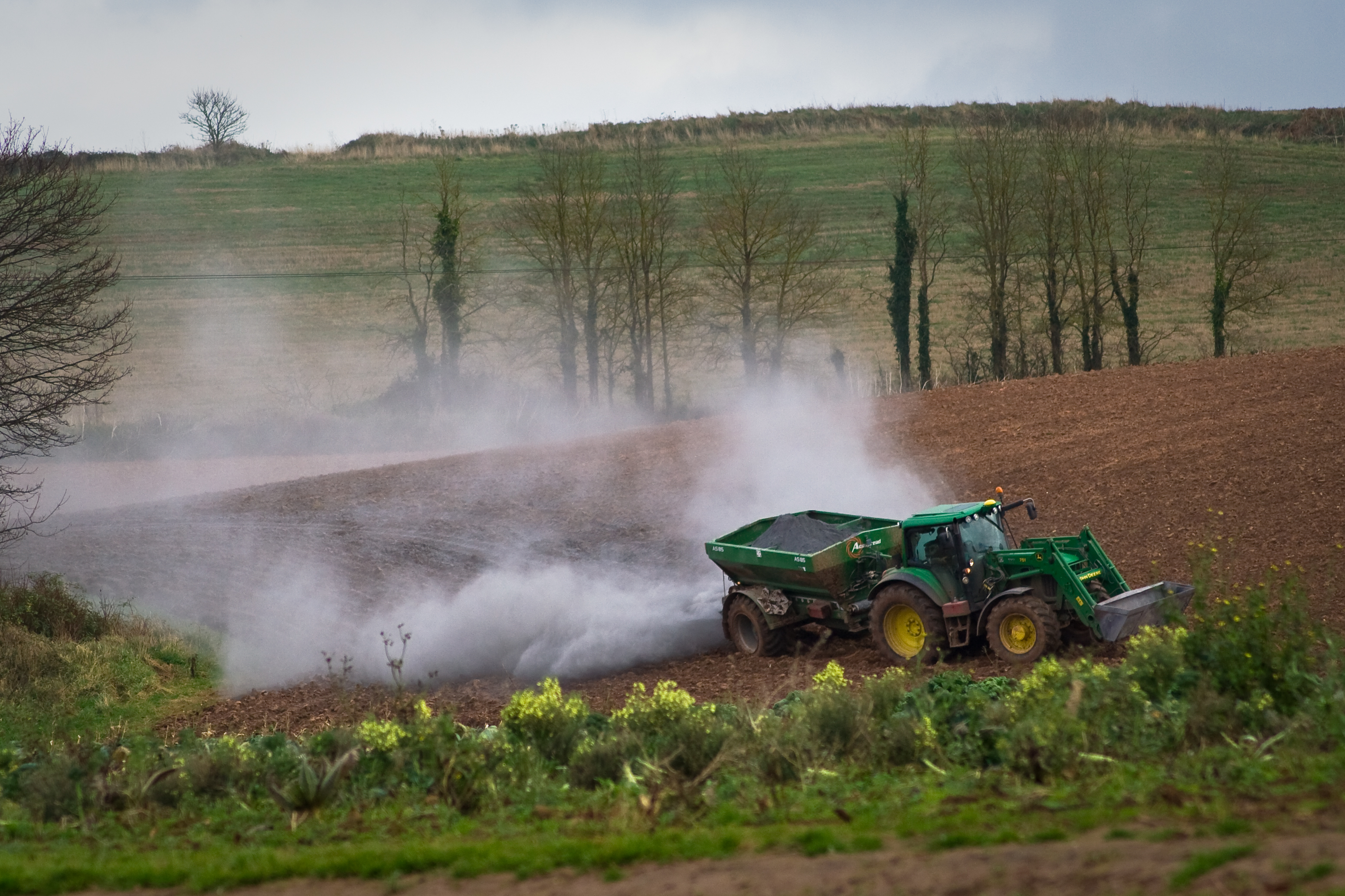
Внесення меліоранту

Гіпсування — це внесення гіпсу з метою хімічної меліорації солонцюватих і солончакуватих ґрунтів , які мають велику частку натрію у ґрунтовому вбирному комплексі (ҐВК) і лужну реакцію. Гіпсування ґрунтів проводять при вмісті увібраного натрію понад 5 % від ємності вбирання (ЄКО). Крім гіпсу та фосфогіпсу, для меліорації солонців застосовують сірку, сірчану кислоту, залізний купорос, пірит та інші меліоранти. Ефект гіпсування ґрунтується на заміщенні в ґрунтовому вбирному комплексі натрію на кальцій з послідуючим вимиванням новоутвореного сульфату натрію з коренемісного шару.
Реакція відбувається за такою схемою: [ҐКВК]2Nа+ + СаSО4 → [ҐКВК]Са2+ + Na2SO4.